# Ferenc Gelencsér
Ferenc Gelencsér (ur. 21 lipca 1990 w Székesfehérvárze) – węgierski polityk, parlamentarzysta, od 2022 do 2023 przewodniczący Ruchu Momentum.

## Życiorys
W 2015 uzyskał dyplom ze stosunków międzynarodowych na Uniwersytecie Loránda Eötvösa w Budapeszcie. Kształcił się również na Uniwersytecie Korwina w Budapeszcie. Pracował m.in. jako asystent sprzedaży i analityk finansowy.
Należał do założycieli Ruchu Momentum. W 2019 objął funkcję zastępcy burmistrza I dzielnicy Budapesztu. W wyborach w 2022 z ramienia opozycyjnej koalicji uzyskał mandat posła do Zgromadzenia Narodowego. W maju tego samego roku wybrany na nowego przewodniczącego swojego ugrupowania. Zrezygnował z tej funkcji w grudniu 2023.